# Frédéric Leclercq
Frédéric Alexandre Leclercq (Charleville-Mézières, 23 giugno 1978) è un cantautore, musicista e produttore discografico francese, ex-bassista della speed power metal band DragonForce attuale bassista dei Kreator, nonché frontman dei Maladaptive, in cui canta e suona la chitarra.

## Biografia
Con i DragonForce ha partecipato alla produzione dell'album Ultra Beatdown. Ha inoltre pubblicato tre album con gli Heavenly, uno con i Carnival in Coal e una demo con i Maladaptive, tutte band power metal. Con i Jaded Heart ha invece preso parte ad un tour nel 2005, come sostituto di Barish Kepic.
Secondo il suo profilo sul sito ufficiale dei Dragonforce, sa parlare francese, inglese e tedesco.
Il 16 settembre 2019 i Kreator annunciano l'ingresso del bassista nel gruppo thrash metal teutonico.

## Materiale

### Con i DragonForce

#### Bassi
- ESP FL-600 Bass - Fred Leclercq Signature Model
- Mister Fof FL-4 Bass Guitar
- ESP Doraemon Guitar
- ESP Gundam Guitar

#### Amplificatori
- Peavey Tour 700 Bass Amplifier Head
- Peavey 810 Bass Cabinets

#### Accordatori
- Samson UHF Wireless System
- Samson Studio Gear
- AKG In-Ear Monitoring System

### Con i Maladaptive

#### Chitarre e Bassi
- Mr Fof FL 666 Custom
- Mr Fof ARG 6 Custom (both of them with Di Marzio "Air Norton" and "Tone Zone" pick ups)
- Ibanez S 540 Custom
- Ibanez Rx 20
- BC Rich NJ Series (Basso)
- Yamaha (Acoustic)

#### Effetti, Controlli e Processori
- Rocktron Taboo Artist
- Molti vecchi bass pedals

#### Amplificatori
- Marshall JCM 900